# Божонка (Новгородская область)
Божо́нка — деревня в Новгородском муниципальном районе Новгородской области, входит в состав Савинского сельского поселения.
Деревня расположена на правом берегу реки Мста.

## История
Часто легендарной датой возникновения деревни считают 947 год, и связывают эту дату с Княгиней Ольгой, с тем временем когда она основала погосты и установила уроки в Новгородской земле. Божонский погост упоминается также в Переписной оброчной книге Деревской пятины за 1495 год — Божонский Пречистенский погост на реке Мсте. Земли погоста принадлежали частично Юрьеву монастырю и частично боярам из Новгорода — Мишиничам-Онцифоровичам. Среди владельцев этого рода в писцовой книге упомянут Матвей Божин.
До весны 2010 года Божонка была административным центром и единственным населённым пунктом Божонского сельского поселения. Затем Божонское сельское поселение и Новоселицкое сельское поселение преобразованы во вновь образованное муниципальное образование Новоселицкое сельское поселение с определением административного центра в деревне Новоселицы. C 1 апреля 2014 года Законом Новгородской области № 533-ОЗ были преобразованы: Новоселицкое сельское поселение, Савинское сельское поселение и Волотовское сельское поселение во вновь образованное муниципальное образование Савинское сельское поселение с определением административного центра в деревне Савино.

## Экономика
Птицефабрика «Новгородская» (в 2007—2013 гг группы компаний «Рубеж», затем участок птицеводства ООО «Новгородский бекон»).

## Образование
Детский сад, общеобразовательная школа.

## Транспорт
Божонка расположена неподалёку от федеральной автодороги М10 «Россия». С Великим Новгородом связана автобусными маршрутами 103 «Великий Новгород — Новоселицы» и 103А «Великий Новгород — Пятница».